# Episodi di Beverly Hills 90210 (decima stagione)
La decima e ultima stagione della serie televisiva Beverly Hills 90210 è andata in onda in prima visione negli Stati Uniti dall'8 settembre 1999 al 17 maggio 2000 sul network Fox.
In Italia è stata trasmessa nel 2000 e 2001 su Italia 1.
| nº | Titolo originale                                  | Titolo italiano                | Prima TV USA      | Prima TV Italia |
| -- | ------------------------------------------------- | ------------------------------ | ----------------- | --------------- |
| 1  | The Phantom Menace                                | Giustizia privata              | 8 settembre 1999  |                 |
| 2  | Let's Eat Cake                                    | Festa a sorpresa e non solo... | 15 settembre 1999 |                 |
| 3  | You Better Work                                   | La sfilata di moda             | 22 settembre 1999 |                 |
| 4  | A Fine Mess                                       | Caos a Beverly Hills           | 29 settembre 1999 |                 |
| 5  | The Loo-Ouch                                      | Scherzi telefonici             | 20 ottobre 1999   |                 |
| 6  | '80s Night                                        | La serata anni ottanta         | 27 ottobre 1999   |                 |
| 7  | Laying Pipe                                       | Auto in vendita                | 3 novembre 1999   |                 |
| 8  | Baby You Can Drive My Car                         | Matrimonio a sorpresa          | 10 novembre 1999  |                 |
| 9  | Family Tree                                       | L'albero genealogico           | 17 novembre 1999  |                 |
| 10 | What's in a Name?                                 | Un segreto di famiglia         | 17 novembre 1999  |                 |
| 11 | Sibling Revelry                                   | Rapporti tesi                  | 15 dicembre 1999  |                 |
| 12 | Nine Yolks Whipped Lightly                        | Un Natale da ricordare         | 22 dicembre 1999  |                 |
| 13 | Tainted Love                                      | Il battesimo di Maddy          | 12 gennaio 2000   |                 |
| 14 | I'm Using You 'Cause I Like You                   | Il club dei single             | 19 gennaio 2000   |                 |
| 15 | Fertile Ground                                    | Donatore di seme               | 26 gennaio 2000   |                 |
| 16 | The Final Proof                                   | Il gioco delle coppie          | 9 febbraio 2000   |                 |
| 17 | Doc Martin                                        | Scappo dalla città             | 16 febbraio 2000  |                 |
| 18 | Eddie Waitkus                                     | Scioccante sorpresa            | 1º marzo 2000     |                 |
| 19 | I Will Be Your Father Figure                      | Ritorno dal passato            | 8 marzo 2000      |                 |
| 20 | Ever Hear the One About the Exploding Father?     | L'ultimo addio                 | 15 marzo 2000     |                 |
| 21 | Spring Fever                                      | Un rave da sballo!             | 22 marzo 2000     |                 |
| 22 | The Easter Bunny                                  | Un sito web per Donna Martin   | 5 aprile 2000     |                 |
| 23 | And Don't Forget to Give Me Back My Black T-Shirt | Accesso negato                 | 19 aprile 2000    |                 |
| 24 | Love Is Blind                                     | Amore o amicizia?              | 26 aprile 2000    |                 |
| 25 | I'm Happy for You...Really                        | Proposta di matrimonio         | 10 maggio 2000    |                 |
| 26 | The Penultimate                                   | Crisi e dubbi                  | 17 maggio 2000    |                 |
| 27 | Ode to Joy                                        | Addio Beverly Hills            | 17 maggio 2000    |                 |

## Giustizia privata
- Titolo originale: The Phantom Menace
- Diretto da: Charles Correll
- Scritto da: John Eisendrath

### Trama
David sorprende Gina e Dylan a letto e decide di cacciare di casa l'amico. Kelly viene arrestata ma grazie a Matt l’omicidio viene definito giustificabile. Noah inizia a frequentare Charize, una cameriera del Peach Pit by Night. In seguito a delle dichiarazioni rilasciate da Gina a degli inviati televisivi, Donna decide di cacciarla di casa. Non sapendo dove andare, raggiungerà Dylan in hotel. Janet chiede scusa a Steve per i suoi atteggiamenti e ribadisce di amarlo. Donna capisce che Wayne non è il ragazzo giusto per lei.

## Festa a sorpresa e non solo...
- Titolo originale: Let's Eat Cake
- Diretto da: Joel J. Feigenbau
- Scritto da: Laurie McCarthy

### Trama
È il compleanno di David e i ragazzi gli organizzano una festa a sorpresa. Steve è convinto che Janet si sia rifatta il seno, ma solo più tardi scoprirà che in realtà la ragazza è incinta di tre mesi, rimanendo molto deluso dal suo comportamento. Donna non riesce a farsi perdonare da Noah. Kelly non riesce a lasciarsi andare con Matt perché non riesce a superare il trauma per lo stupro subito. Gina saputo di essere l’unica a non essere stata invitata alla festa per David, fa finta di aver bucato con la macchina per farsi aiutare dal giovane e mandare a monte il piano della festa a sorpresa. Per sdebitarsi gli dice poi di volergli offrire da bere e lo porta fuori dal Peach Pit by Night, dove questo la bacerà. Dylan per convincere una vecchia amica a disintossicarsi e riprendere in mano la sua vita, fa un patto con lei stabilendo che entrambi si riscriveranno all’università.

## La sfilata di moda
- Titolo originale: You Better Work
- Diretto da: Harvey Frost
- Scritto da: Gretchen j. Berg. E. Aaron harberts

### Trama
Steve decide di crescere il bambino con Janet ma crede che non sarà un buon padre. Kelly e Donna organizzano una sfilata di moda per la riapertura della boutique. Gina fa credere a Donna che Kelly non voglia più lavorare con lei, creando malumori tra le due amiche. Gina, pur di creare problemi, brucerà uno degli inviti da recapitare ad un noto critico ma darà fuoco alla linea di abiti maschili dando le colpe all'impianto elettrico. Noah che aveva in programma un viaggio con Charize, decide di rimandare per aiutare le ragazze alla boutique. Dylan fa il possibile per essere ammesso all'università ma solo grazie all'aiuto di David ce la farà. Tutti gli amici si riuniscono per aiutare Kelly e Donna a rimettere in piedi il negozio e i ragazzi sfileranno per loro quando i modelli rimarranno bloccati nel traffico. Steve e Janet decidono di sposarsi ma successivamente la ragazza avrà un ripensamento. La sfilata avrà successo.

## Caos a Beverly Hills
- Titolo originale: A Fine Mess
- Diretto da: Allan Kroeker
- Scritto da: John Eisendrath

### Trama
Steve compra un anello di fidanzamento per Janet ma ha paura di rifarle la proposta per via del precedente rifiuto. La ragazza infatti continua a non volersi sposare perché impaurita dalla situazione che sta vivendo e tende a escludere il ragazzo. Durante una visita ecografica però questo si presenta e le chiede di sposarlo e lei accetta. Donna ingaggia un gruppo musicale per il Peach Pit ma nasconde a Noah che il cantante è il cugino di Wayne. Dylan non vuole convivere con Gina quindi le propone di trasferirsi in un’altra camera d’albergo.

## Scherzi telefonici
- Titolo originale: The Loo-Ouch
- Diretto da: Kim Friedman
- Scritto da: Tyler Bensinger

### Trama
Janet dice ai genitori di essere incinta e che sposerà Steve ma viene accusata di aver disonorato la famiglia. Successivamente ci ripenseranno e cercheranno di farla tornare a casa promettendole che la aiuteranno a crescere il futuro bambino estromettendo però Steve. Matt e Noah decidono di traslocare per lasciare casa Walsh alla nuova famiglia composta da Steve e Janet. Matt chiede dunque a Kelly di convivere ma la ragazza rifiuta. Donna, invece, deciderà di voler convivere con Noah. Rush consiglia ai ragazzi di non sposarsi. Janet accusa dolori e viene ricoverata per degli accertamenti ma si scoprirà che è stato un attacco di panico a causare tutto. Gina e Noah, all'insaputa di Dylan, rendono il Peach Pit un Night club a luci rosse. Dylan riceve numerosi scherzi telefonici durante la notte e quando scopre che a farli sono i figli di una cameriera si vendicherà scherzosamente di loro. Questa però verrà licenziata perché si recava al lavoro con i figli che non sapeva dove lasciare, in quanto il centro sociale che frequentavano i ragazzi è stato chiuso. Dylan, dispiaciuto, risolverà la situazione tramite una donazione al centro sociale.

## La serata anni ottanta
- Titolo originale: '80s Night
- Diretto da:Chip Chalmers
- Scritto da: John Eisendrath

### Trama
I genitori di Joe, l'aggressore di Kelly si presentano a casa sua per chiederle perdono per lo stupro commesso dal figlio. Matt nel mentre deve difendere un uomo che rischia la pena di morte per omicidio e stupro ma Kelly è contrariata quindi decidono di non vedersi fino al termine del processo. Janet decide di suonare in un gruppo la notte di Halloween e nonostante Steve inizialmente sembri contrario, successivamente gli mostrerà il suo appoggio. Gina e Noah continuano ad organizzare gli spettacoli a luci rosse al locale dopo la chiusura. Durante una serata interviene però la polizia che arresta il giovane. All'interno del locale si trova anche Mel, il padre di David, che viene prima salvato e poi ricattato da Gina affinché non racconti tutto a Jackie.

## Auto in vendita
- Titolo originale: Laying Pipe
- Diretto da: Luke Perry
- Scritto da: Matt Dearborn

### Trama
Steve decide di vendere la sua auto sportiva per acquistarne una più adatta alla nuova situazione familiare ma all'ultimo minuto avrà un ripensamento. Janet dirà quindi a David di venderla per lui. Gina continua a ricattare Mel. Questo inizialmente deciderà di pagarla ma quando la ragazza ri-inizierà con le minacce bloccherà tutti i pagamenti. Steve e Janet scelgono Dylan e Kelly come futuri padrino e madrina. Dunque partono tutti e quattro per un ritiro ma Kelly e Dylan si troveranno a passare del tempo da soli. Donna si sente in colpa per la morte di un vagabondo che aveva conosciuto la mattina fuori dalla boutique e decide di saperne di più sull'uomo. Matt vince la causa e il suo cliente non subirà la pena di morte. Kelly, felice per la vittoria del ragazzo, andrà via dal ritiro per raggiungerlo.

## Matrimonio a sorpresa
- Titolo originale: Baby You Can Drive My Car
- Diretto da: Kevin Inch

### Trama
Janet è particolarmente stressata per i preparativi delle nozze, quindi Steve organizza una caccia al tesoro che coinvolge tutto il gruppo di amici, con indizi che alludono ad una festa. In realtà si scoprirà che si tratterà del loro matrimonio. Andrew chiede a Dylan di aiutarlo al centro sociale e fuori da un ristorante vengono aggrediti da dei ragazzi omofobi. Questo, per paura di rende pubblica la sua omosessualità, non vuole denunciare l’aggressione alla polizia, ma il suo capo scoprirà ugualmente che è gay e lo licenzierà. Durante la caccia al tesoro Gina litigherà con Dylan perché si rifiuta di aiutare un cane randagio, così ci penserà David ad accompagnarla a prendere l’animale. Il ragazzo però specificherà a Gina di non voler essere più solo un amico e i due passeranno la notte insieme. Kelly scopre che il giorno delle sue nozze con Brandon, Dylan la vide fuori dalla chiesa.

## L'albero genealogico
- Titolo originale: Family Tree
- Diretto da: Allison Liddi
- Scritto da: John Eisendrath

### Trama
Jackie vuole fare causa a Mel chiedendo l'affidamento di Erin e dice a Donna e Kelly che è stata Gina a riferirle tutto. Dylan minaccia la direttrice di non finanziare più il centro se non riassume Andrew. La luna di miele tra Steve e Janet non va come previsto tant'è che Janet partorisce prematuramente. Durante il parto però ci saranno delle complicanze. Dylan viene a sapere della nuova relazione tra Gina e David. Donna compra come regalo di nozze per Steve e Janet un software che ricostruisce l'albero genealogico dell'intera famiglia. Usandolo scoprirà però che Gina è sua sorella.

## Un segreto di famiglia
- Titolo originale: What's in a Name?
- Diretto da: Chris Hibler
- Scritto da: Scott Fifer

### Trama
Donna chiede conferma al padre sul fatto che Gina sia realmente sua figlia e lui conferma. La ragazza vorrebbe così confessarle tutta la verità, ma poi desiste per non farla soffrire ulteriormente. Dylan organizza la cena del ringraziamento al centro sociale e chiede a Kelly di aiutarlo, ma quando Matt lo viene a sapere, parla con il ragazzo che decide di farsi da parte. La bambina di Steve e Janet è ancora attaccata alle macchine per respirare, ma a fine serata accade un miracolo e la piccola inizia a farlo autonomamente.

## Rapporti tesi
- Titolo originale: Sibling Revelry

### Trama
Donna confessa a Gina di essere sua sorella. Noah e Donna vengono invitati ad un party ad Harward ma lui sembra contrariato e solo dopo la ragazza scoprirà che in realtà non si era mai iscritto all'università. Questa, insieme a tutte le altre bugie dette, faranno riflettere Donna sul fatto che non sia il ragazzo giusto per lei. Dylan per scusarsi porta Kelly ad una mostra d'arte e le regalerà un costoso quadro, il che farà star male Matt. La ragazza si presenterà così da Dylan, dicendogli che deve fare una scelta, dimenticarla o impegnarsi per tutta la vita. Gina chiama Dylan per parlare del suo vero padre, ma questo innervosirà David, che in preda ad un attacco di gelosia, spingerà Dylan facendolo finire contro un'automobile.

## Un Natale da ricordare
- Titolo originale:Nine Yolks Whipped Lightly
- Diretto da: Joel J.Feigenbaum
- Scritto da: Laurie McCarthy

### Trama
I Martin invitano Gina per Natale, ma non per la vigilia, perché non sanno come presentare la ragazza agli amici per non creare scandalo. Donna decide così di appoggiare la sorella non presentandosi alla festa. Mentre sono a comprare l’albero di Natale, Steve e Janet incontrano i genitori della ragazza che continuano a mostrarsi in maniera fredda nei confronti del giovane, così per riappacificarsi decidono di invitarli a cena. La serata non andrà però bene, così Steve decide di presentarsi a casa loro per offrirgli un’ultima possibilità e li invita a passare il Natale con loro. Donna è ossessionata dalla storia sull'incidente della ragazza di Noah e continua a chiedergli informazioni, così lui finisce per lasciarla perché non sopporta di rivivere il trauma. Matt chiede a Kelly di sposarlo e lei accetta.

## Il battesimo di Maddy
- Titolo originale: Tainted Love
- Diretto da: Robert Weaver
- Scritto da: Jim Halterman

### Trama
Matt deve restituire i soldi ad un cliente che non vuole più proseguire con la causa, soldi che però ha speso per l'anello di fidanzamento di Kelly. Allora Gina, per aiutarlo, chiederà un prestito a Dylan senza specificargli il motivo. Donna esce con il ragazzo della caffetteria, ma l'appuntamento non va a buon fine. Noah conduce uno stile di vita deleterio con dei ragazzi che si scoprirà essere dei delinquenti. È il giorno del battesimo di Maddy, e Steve, non vedendo arrivare Dylan in chiesa, è preoccupato del fatto questo non prenderà seriamente l'impegno. Dylan però si presenterà convinto del ruolo che avrà nella vita della bambina.

## Il club dei single
- Titolo originale: I'm Using You 'Cause I Like You
- Diretto da: Ian Ziering
- Scritto da: Gretchen J. Berg & Aaron Harberts

### Trama
Steve e Janet cercano una baby sitter per la piccola Maddie, ma questa si rifiuta di assumere una ragazza giovane per paura che Steve le corra dietro. Kelly decide di cambiare lavoro, quindi è intenzionata a non rinnovare l'affitto del negozio con Donna. Matt combina un appuntamento con una collega a David, ma questo le accenna che il ragazzo sta violando la sospensione dalla professione. Le verrà dunque raddoppiata. Dylan è sempre più distaccato da Kelly e frequenta i nuovi amici di Noah. Durante una serata lui e Gina vengono però arrestati perché uno dei ragazzi aveva della droga in macchina. Per far cadere le accuse, decide di fare i nomi degli spacciatori ma verrà minacciato. Donna ha un appuntamento con Gerry ma scopre che in realtà è sposato.

## Donatore di seme
- Titolo originale: Fertile Ground
- Diretto da: Victor Lobl
- Scritto da: John Eisendrath

### Trama
Il fratello di Matt e la moglie giungono in città e gli confessano di non potere avere figli, così gli chiedono di essere il loro donatore. Gina riceverà un lavoro come giornalista sportiva solo se allenerà il figlio del datore di lavoro, ma verrà licenziata perché la ragazza pensa che l'uomo non rispetti il figlio. Steve confessa a Janet di essere stato a letto con la tata molti anni prima. Kelly inizialmente è contraria al fatto che Matt faccia da donatore, ma dopo cambia idea. Gina si presenta per portare Michael al ballo, convincendo l'uomo ad ascoltare di più i bisogni il figlio. Dylan fa una sorpresa alla ragazza, presentandosi al ballo studentesco e facendogli da cavaliere. David esce con Camille, giornalista di moda conosciuta tramite Donna. Noah viene rapito dagli amici spacciatori.

## Il gioco delle coppie
- Titolo originale: The Final Proof
- Diretto da: Brain Austin Green
- Scritto da: Matt Dearborn & Tyler Bensinger

### Trama
Kelly e Matt, convinti da Donna, decidono di partecipare ad un gioco per coppie, ma poco prima di registrare la puntata Kelly sta male e viene sostituita da Donna. Matt e Kelly finiranno però per litigare in quanto la ragazza confessa tutti i particolari della loro storia all'amica. I rapitori di Noah chiedono a Dylan di pagare un riscatto e questo accetta, ma durante la consegna del denaro, Shane rapisce anche lui con l'aiuto di Josie. Gina inizia a passare del tempo con il suo vero padre fino a quando una sera lo trova morto in soggiorno.

## Scappo dalla città
- Titolo originale: Doc Martin
- Diretto da: Kevin Inch
- Scritto da: John Eisendrath & Laurie McCarthy

### Trama
Viene ufficialmente dichiarata la morte del dottor Martin e la maggior parte delle persone accusa Gina per l'accaduto. Solo durante la messa, Felice e Donna capiranno e perdoneranno la ragazza. Gina e Dylan decidono di abbandonare Beverly Hills, ma solo la ragazza lo farà. David conforta Donna. Matt è in crisi economica.

## Scioccante sorpresa
- Titolo originale: Eddie Waitkus
- Diretto da: Chip Chalmers
- Scritto da: John Eisendrath

### Trama
Durante un servizio al telegiornale su un atterraggio di emergenza, Steve e Dylan vedono un uomo identico a Jack McKay. Il giovane decide così di indagare e nota che il magazzino che utilizzava l’uomo è stato improvvisamente svuotato. Grazie all'aiuto di Kelly, scopre inoltre che sul volo era presente un uomo di nome Eddie Waitkus, nome che aveva un significato per il giovane e il padre. Janet e Steve organizzano una cena per presentare Donna a un loro amico, ma mentre mangiano irrompe Noah ubriaco. La ragazza decide così di troncare la conoscenza per aiutare Noah. Camille acquista una piccola quota del negozio di Donna. Una notte mentre Kelly, Matt e Donna dormono, sentono dei rumori e hanno paura si tratti di un ladro, ma in realtà è Noah ubriaco.

## Ritorno dal passato
- Titolo originale: I Will Be Your Father Figure
- Diretto da: Tory Spelling

### Trama
Dylan, con l'aiuto di Kelly e Matt, continua le ricerche del padre. Scopriranno che l'uomo si è rifatto una vita e che ha una nuova famiglia. Visto ciò, il giovane non avrà il coraggio di presentarsi a casa dell'uomo. Donna accudisce Noah ospitandolo a casa sua ma presto le dirà di andarsene e di affrontare il dolore da sobrio. Ryan, il fratellastro di Steve, durante le vacanza giunge in città. I due passeranno del tempo insieme in maniera infantile e Janet consiglierà al marito di essere di buon esempio per il ragazzo e di fargli da guida. David, sotto proposta di Camille, dice a Donna che il loro rapporto d'amicizia dovrebbe cambiare, in modo tale che la ragazza non possa esserne gelosa. Dylan è in hotel quando si presenta Jack.

## L'ultimo addio
- Titolo originale: Ever Hear the One About the Exploding Father?
- Diretto da: Anson Williams
- Scritto da: John Eisendrath & Laurie McCarthy

### Trama
Dylan non riesce a perdonare Jack per avergli mentito sulla sua morte e per non aver parlato di lui alla nuova famiglia. Jack allora per dimostrare affetto verso il figlio, decide di abbandonare il programma di protezione testimoni e gli chiede di trasferirsi con lui e la nuova famiglia in un’altra città. Christine lo avvisa però che due mafiosi condannati grazie alle prove fornite da Jack hanno saputo che è ancora vivo e vogliono ucciderlo, quindi i due sono costretti a dirsi addio per sempre. A David viene offerto un posto di lavoro in una stazione radio di New York, ma mentre è in viaggio capisce di non volersi allontanare da Donna. Anche la ragazza mostra gelosia nei confronti di Camille, così confessa a Kelly di essere ancora innamorata di David.

## Un rave da sballo!
- Titolo originale: Spring Fever
- Diretto da: Allison Liddi
- Scritto da: Annie Brunner

### Trama
Kelly offre un lavoro alla piccola Maddy per un servizio fotografico. Se inizialmente la bambina piacerà, successivamente verrà sostituita da Steve. Poco dopo però verrà licenziato anche lui. Dylan e Matt decidono di passare il week-end assieme nel deserto e parteciperanno ad un rave dove Matt verrà drogato inconsapevolmente. Si sveglierà in un sacco a pelo, in compagnia di una ragazza conosciuta la notte prima. Noah conosce Ellen, una ragazza che frequenta gli alcolisti anonimi. Donna sorprende David e Camille nudi alla boutique e questo la turberà.

## Un sito web per Donna Martin
- Titolo originale: The Easter Bunny
- Diretto da: Charles Correll
- Scritto da: John Eisendrath

### Trama
Kelly e Matt iniziano ad organizzare il matrimonio, ma la ragazza nota che questo si comporta in maniera strana e distaccata. Chiede così a Dylan se mentre erano nel deserto fosse accaduto qualcosa, ma questo mente. Donna è intenzionata ad aprire un sito web per ampliare la clientela ma rivelandosi troppo costoso, decide di rinunciarci. Camille chiede così a Dylan di finanziarle e questo accetta. David è infastidito dal rapporto che si sta creando tra la ragazza e Dylan.

## Accesso negato
- Titolo originale: And Don't Forget to Give Me Back My Black T-Shirt
- Diretto da: Allan Kroeker

### Trama
Il padre di Kelly giunge in città. Steve investe contro la volontà di Janet, diecimila dollari nel sito di Donna. Matt dice a Kelly che Emy è una ragazza che Dylan ha rimorchiato nel deserto, mentendole. David rompe con Camille. Noah convince Elle a frequentare gli alcolisti anonimi. La ragazza le confesserà poi di avere una figlia di sei anni della quale si occuperà non appena si riprenderà. Viene organizzata una festa per lanciare ufficialmente in rete il sito “Donna Martin Originals” ma questo verrà bloccato perché Donna non vuole più frequentare Mitch, il creatore del sito. Donna si presenterà quindi dal ragazzo e lo convincerà a sistemare tutto.

## Amore o amicizia?
- Titolo originale: Love Is Blind
- Diretto da: Jennie Garth
- Scritto da: John Eisendrath

### Trama
A Steve e Janet viene proposto di vendere il Beverly beat con l’offerta per la ragazza di continuare a lavorare al giornale, mentre Steve si troverà a dover badare alla piccola Maddy tutto il giorno. Felice Martin decide di vendere la casa e questo turba Donna che trova un supporto morale in David.  I due arrivano anche a confessare di amarsi ma non sentendosela di mettere a rischio il rapporto che li lega, decidono di rimanere amici. Grazie all'aiuto di Felice, Steve e Janet che gli organizzano un appuntamento al buio, i due decidono di rimettersi insieme.

## Proposta di matrimonio
- Titolo originale: I'm Happy for You...Really
- Diretto da: Roy Campanella, II
- Scritto da: Laurie McCarthy

### Trama
Donna confessa a Camille che sta nuovamente con David. Deciderà quindi di vendere la sua quota del negozio. Janet si lamenta del fatto di passare poco tempo in famiglia ma allo stesso tempo non vuole perdere la nuova possibilità lavorativa. Dopo aver sentito la notizia di un surfista morto, Kelly si spaventa credendo che si tratti di Dylan. Solo allora capirà che non può fare a meno del ragazzo nella sua vita. A fine serata Matt si presenta da Kelly sconvolto perché il fratello ha perso la vita in un incidente stradale.

## Crisi e dubbi
- Titolo originale: The Penultimate
- Diretto da: Michael Lange
- Scritto da: John Eisendrath

### Trama
David per esprimere i suoi sentimenti per Donna, scrive una dedica nella sabbia. Questa è ancora indecisa per paura che le cose non andranno bene, ma dopo una chiacchierata con Janet, si convincerà di volersi sposare. Matt pensa di trasferirsi a New York per crescere il bambino con la cognata, ma a causa dei sentimenti che prova per Kelly, decide di rimanere a Beverly Hills. La ragazza però rompe il fidanzamento perché prova ancora dei sentimenti per Dylan.

## Addio Beverly Hills
- Titolo originale: Ode to Joy
- Diretto da: Kevin Inch
- Scritto da: John Eisendrath

### Trama
Donna chiede a Nat di accompagnarla all'altare. Kelly e Dylan decidono di riprovare a far funzionare la loro storia d'amore. Steve e Janet comprano un nuovo giornale in modo da poter passare più tempo in famiglia. I ragazzi festeggiano le varie feste di addio al nubilato e celibato. È Il giorno del matrimonio e tutti quanti salutano Beverly Hills ballando e festeggiando.